# Кумар, Акхил
Акхил Кумар (англ. Akhil Kumar; род. 27 марта 1981 года) — индийский боксёр-любитель, чемпион Игр Содружества 2006 года, бронзовый призёр Чемпионата мира 2007, участник Олимпийских игр 2004 и 2008 годов. Награждён премией Арджуна от Правительства Индии. Впервые выступил на международных соревнованиях в 1999 году.